# Heart Attack
«Heart Attack» (рус. «Сердечный приступ») — песня американской певицы и актрисы Деми Ловато, выпущенная в качестве лид-сингла её четвёртого студийного альбома — «Demi». В поддержку сингла был также выпущен сборник ремиксов.

## О песне
Релиз сингла состоялся 25 февраля на «iTunes». Песня дебютировала в американском чарте «Billboard Hot 100» с 12 места и в итоге достигла 10-й позиции. За неделю продажи трека превысили 215.000 проданных копий, став таким образом одним из самых успешных синглов певицы.

## Музыкальное видео
Клип был отснят 13 марта 2013 года в Лос-Анджелесе режиссёром Крисом Эпплбаумом. Перед выпуском видеоклипа был выпущен лирик-видео, а 9 апреля состоялась премьера самого клипа на видеопортале «VEVO». Общая продолжительность видео 3 минуты 36 секунд.

## Список композиций
Цифровая загрузка
| №  | Название       | Длительность |
| -- | -------------- | ------------ |
| 1. | «Heart Attack» | 3:31         |

Сборник ремиксов
| №  | Название                                  | Длительность |
| -- | ----------------------------------------- | ------------ |
| 1. | «Heart Attack» (The Alias Club Remix)     | 5:16         |
| 2. | «Heart Attack» (Manhattan Clique Remix)   | 5:10         |
| 3. | «Heart Attack» (Belanger Remix)           | 4:06         |
| 4. | «Heart Attack» (Deejay Theory Remix)      | 4:39         |
| 5. | «Heart Attack» (White Sea Remix)          | 3:41         |
| 6. | «Heart Attack» (White Sea Acapella Remix) | 3:40         |